# Katalin Kulcsár
Katalin Anna Kulcsár (Győr, Hungría, 7 de diciembre de 1984) es una árbitra de fútbol húngara.

## Trayectoria
Dirigió su primer partido internacional en un Malta contra Bosnia y Herzegovina, en septiembre de 2004. En 2009 arbitró la final del Campeonato Europeo Femenino Sub-17 de la UEFA. En 2011 logró llegar a la división más alta de fútbol masculino de Hungría, la Nemzeti Bajnokság I, arbitrando un partido entre el BFC Siófok y el Honvéd.
En 2015 fue seleccionada por la FIFA como árbitra de la Copa Mundial de Fútbol Femenino, en la cual pitó el Nueva Zelanda-China de la fase de grupos.

## Estadísticas

### Distinciones individuales
| Distinción                      | Año  |
| ------------------------------- | ---- |
| Mejor Árbitra del Mundo (IFFHS) | 2016 |